# Hexatoma (Eriocera) phaeton
Hexatoma (Eriocera) phaeton is een tweevleugelige uit de familie steltmuggen (Limoniidae). De soort komt voor in het Oriëntaals gebied.